# Венґлевське-Голендри
Венґлевське-Голендри (пол. Węglewskie Holendry) — село в Польщі, у гміні Ґоліна Конінського повіту Великопольського воєводства.
Населення — 116 осіб (2011).
У 1975-1998 роках село належало до Конінського воєводства.

## Демографія
Демографічна структура станом на 31 березня 2011 року:
|          | Загалом | Допрацездатний вік | Працездатний вік | Постпрацездатний вік |
| -------- | ------- | ------------------ | ---------------- | -------------------- |
| Чоловіки | 55      | 10                 | 40               | 5                    |
| Жінки    | 61      | 14                 | 31               | 16                   |
| Разом    | 116     | 24                 | 71               | 21                   |